# La gabbia d'oro (romanzo)
La gabbia d'oro. Tre fratelli nell'incubo della rivoluzione iraniana (قفس طلایی) è un romanzo dell'attivista iraniana Shirin Ebadi, pubblicato nel 2008, che narra la storia di tre fratelli, Abbas, Javad e Ali, le cui vicende si intrecciano coi maggiori eventi della storia iraniana nella seconda metà del '900, dalla caduta di Mossadeq all'ascesa di Khomeini, dalla guerra con l'Iraq alla soppressione di tutti gli oppositori politici.

## Trama
La storia è narrata in prima persona dall'autrice, che racconta la storia di tre fratelli, suoi amici d'infanzia, e di come la politica abbia influenzato le loro vite: Abbas, il maggiore, sarà un monarchico fedele allo Shah; Javad, il secondo, diventerà un dissidente comunista; e Ali, il più giovane, prenderà parte alla rivoluzione islamica. Queste strade li porteranno a separarsi e scontrarsi più volte, perdendo i loro legami in nome delle loro ideologie.

## Edizioni
- Shirin Ebadi, La gabbia d'oro. Tre fratelli nell'incubo della rivoluzione iraniana, Rizzoli, 2009,  p. 254, EAN 9788817037303.